# Éditions Stock
Pour les articles homonymes, voir Stock (homonymie).
Éditions Stock est une maison d'édition française, filiale de Hachette Livre, qui appartient au groupe Lagardère.

## Histoire

### Cailleau, Duchesne, Tesse et le «Temple du Goût»

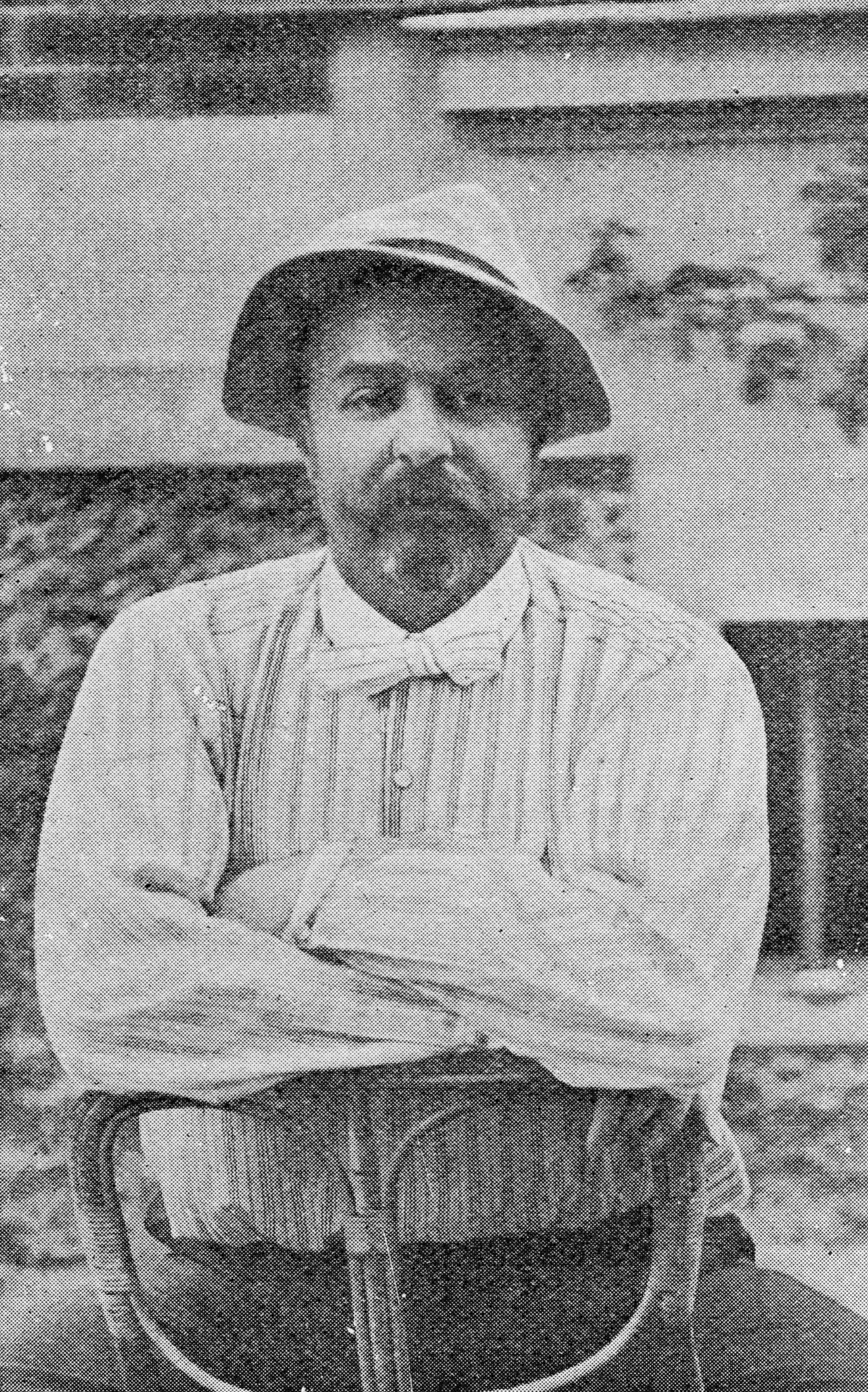
Pierre-Victor Stock.

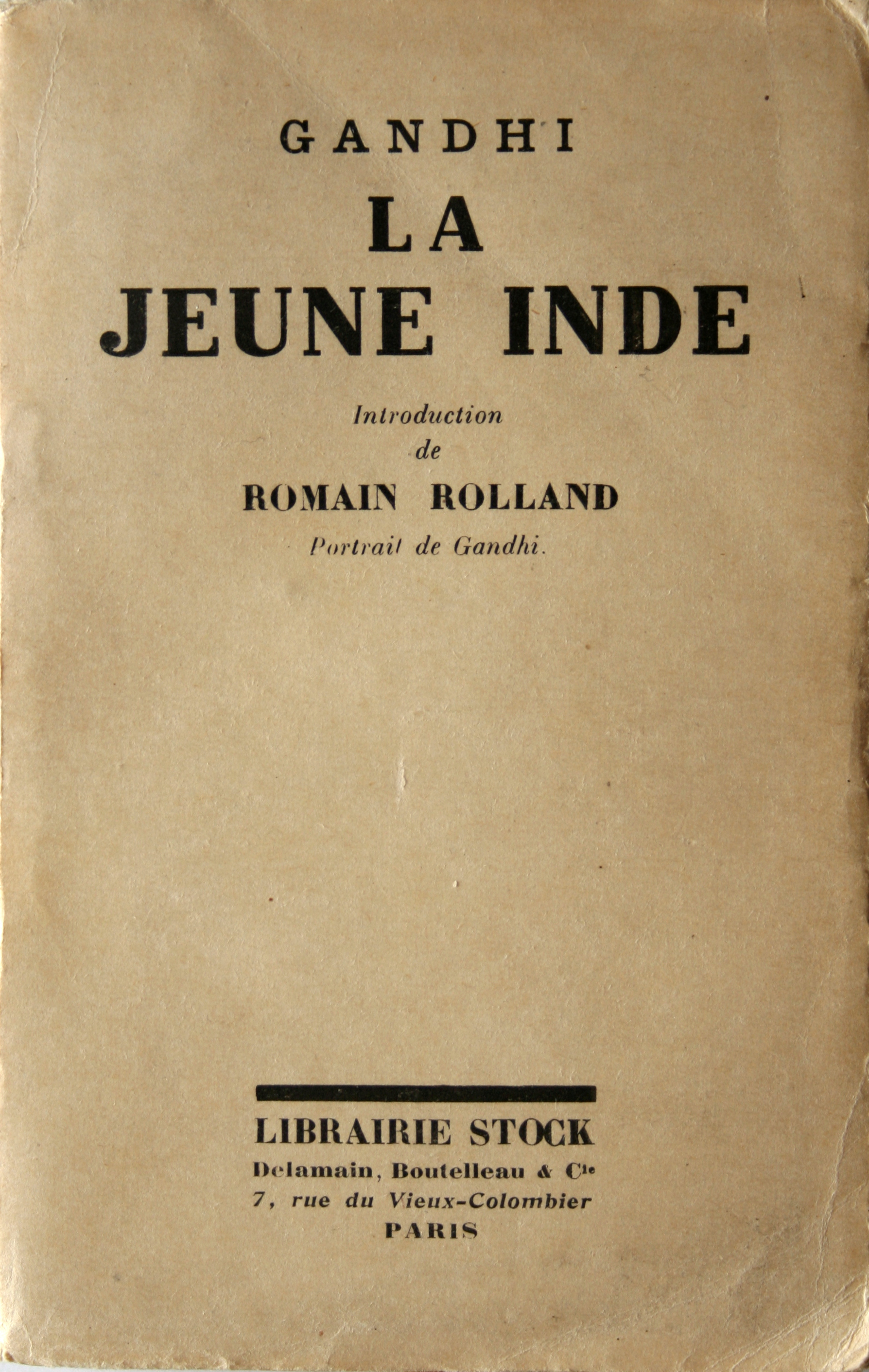
La Jeune Inde, de M. K. Gandhi, 1924.

Les origines de la maison Stock remontent, en principe, à 1708 : André Cailleau ouvre à Paris une librairie, auquel succède en 1753 son gendre Nicolas-Bonaventure Duchesne (~1711-1765) qui édite alors Restif de la Bretonne, Voltaire et Rousseau, entre autres. Sa maison d'édition s’appelait « Au Temple du goût » et était située rue Saint-Jacques. Sa veuve, Marie Antoinette Cailleau, dite « la veuve Duchesne » prend la succession jusqu'à sa mort en 1793. Elle réédita sous sa marque tout le théâtre classique français et agrandit considérablement l'entreprise. Son fils, Jean-Nicolas (1757-1845) continue de développer l'affaire jusqu'au milieu des années 1820. « Au Temple du goût » périclitait quand son fonds fut racheté par Jean-Nicolas Barba, installé depuis 1791 au Palais-Royal et qui s'était spécialisé dans l'édition de mélodrames en vogue. Il céda son fonds à Christophe Tresse en 1839. La crise économique qui frappe les dernières années du régime de Louis-Philippe met en difficulté Tresse qui finit par transmettre son affaire à son frère Nicolas, lequel se maria à Anne Stock, originaire de Metz et tante de Pierre-Victor Stock (1861-1943). L'affaire, trop spécialisée dans le théâtre, ne parvenait pas vraiment à décoller.
En 1877, Joseph Tresse, le fils d'Anne, meurt, obligeant celle-ci à appeler Pierre-Victor à la rescousse. Pierre-Victor était un grand sportif, champion d'aviron, assez mondain et noctambule. En quelques années, il fit ses preuves et Anne le confirma au poste de directeur-adjoint en 1885. Il faut dire qu'en dix ans, Pierre-Victor avait notamment réussi à tripler la valeur du fonds, s'ouvrant au théâtre bourgeois, aux monologues du fameux Coquelin Cadet. En mars 1896, il rachète la totalité du fonds de la boutique du Palais-Royal.

### P.-V. Stock
Jusqu'en 1921, date de sa faillite, Pierre-Victor Stock (1861-1943) alimente la chronique : en 1889, il édite Sous-offs de Lucien Descaves qui lui valut un retentissant procès. Il s'illustre pendant l'affaire Dreyfus en éditant de nombreux essais sur le sujet, notamment le livre de Bernard Lazare, Une erreur judiciaire, ainsi que les Lettres d'un innocent d'Alfred Dreyfus et les témoignages décisifs de Georges Clemenceau ; par ailleurs il publie Le Sifflet (février 1898 - juin 1899), périodique illustré de caricatures dreyfusardes dirigé par Achille Steens, et qui essuie de nombreux procès. Dans son ouvrage Mémorandum d'un éditeur, Pierre-Victor Stock estime avoir publié 150 ouvrages en rapport avec l'affaire Dreyfus. Il édita aussi Joris-Karl Huysmans, le sulfureux Georges Darien, Paul Adam, Léon Bloy, ainsi que de nombreux auteurs proches du mouvement anarchiste comme Bakounine, Kropotkine, Élisée Reclus, etc. Il sait aussi aller vers des auteurs plus "classiques", comme Paul Adam, Élémir Bourges, Gaston Chérau, Léon Hennique, et publie de jeunes auteurs prometteurs comme Sacha Guitry (dont il publie les trois premiers ouvrages) ou François Mauriac. En 1900, il rachète son concurrent Albert Savine (1859-1927), réputé pour son antisémitisme, ses éditions d'Ibsen et sa collection « Bibliothèque cosmopolite », matrice du futur « Cabinet cosmopolite », l'une des collections les plus prestigieuses de la maison Stock jusqu'à nos jours. Cette même année eut lieu l'incendie de la Comédie-Française qui détruisit la librairie Stock. En 1905, une boutique ouvre au 155 rue Saint-Honoré, juste en face du théâtre reconstruit.

### Delamain et Boutelleau/Chardonne
Les difficultés juridiques et financières conduisent la maison d'édition à la faillite en 1921. Elle est rachetée aux enchères par Maurice Delamain, Jacques Chardonne (alias Jacques Boutelleau) — les anciens associés de Pierre-Victor — et quelques amis, qui la renomment Delamain, Boutelleau et Cie — Librairie Stock et ouvre un bureau 7 rue du Vieux-Colombier. La nouvelle équipe se tourne vers le domaine étranger : Erich Maria Remarque, Vicki Baum, Pearl Buck comptent parmi les best-sellers de la maison durant l'entre-deux-guerres. En 1930, le prix Goncourt est attribué à Malaisie d'Henri Fauconnier. À la Libération, Jacques Chardonne reçoit un blâme de la profession pour ses activités durant la guerre. Depuis 1942, le jeune André Bay (1916-2013) tentait de diriger la structure, bientôt rejoint par Maurice Delamain qui en devient président. En 1961, les associés revendent les éditions Stock à Hachette, qui en fait une filiale du groupe.

### Groupe Hachette
Christian de Bartillat fut directeur de Stock dans les années 1960 et 1970. Le département Stock 2 fut créé en 1973 par Jean-Claude Barreau et Betty Mialet, laquelle le dirigea jusqu'en 1983. Jean Rosenthal et Bernard Barrault dirigèrent les Éditions Stock après le départ de Christian de Bartillat et jusqu'à l'arrivée d'Alain Carrière (1983-1991), puis ce fut Claude Durand, puis Jean-Marc Roberts en 1998, jusqu'à son décès : Jean-Marc Roberts meurt le 25 mars 2013 à 58 ans, des suites d'un cancer.

L'éditeur (jusqu'alors aux éditions Grasset) Manuel Carcassonne est nommé directeur des éditions Stock en avril 2013.

## Catalogue (extraits)
Les éditions Stock ont fait leur spécialité d'éditer des ouvrages de littérature étrangère (plus de 20 prix Nobel), d'actualité et, dans la « Collection bleue », de la littérature française.
Collections :
- « La Bleue » : « La Bleue » tire son nom original de son identité graphique. Ainsi les livres de la collection sont reconnaissables grâce à leur couverture bleu nuit, elle rassemble depuis 1998 des œuvres littéraires contemporaines d’expression française. De nombreux écrivains reconnus ont été publiés dans « La Bleue » (par exemple Philippe Claudel, J.M.G. Le Clézio, Luc Lang et Yoann Barbereau).
- « La Cosmopolite » : auteurs étrangers publiés sous couverture rose.
- « Ma nuit au musée » : Un auteur, une nuit passée dans un musée, un livre qui ressort de l'expérience.
- « Les Contemporains : œuvres et portraits du XXe siècle », fondée en 1922 et dirigée par Florent Fels, édition de format in-18, comprenant une reproduction d'un dessin exécuté par un artiste et une préface rédigée par un critique.